# Anzio Baseball Club
L'Anzio Baseball Club è stata una società  di baseball italiana.

## Storia
Nasce nel 1969 ad Anzio. Giocava le partite casalinghe nello stadio Renato Reatini. Vanta numerose presenze alla massima divisione italiana, le ultime dal 2002 al 2004 e 2006. Nel 2009 perde a gara 5 la serie di finale del campionato di A2 contro il Catania Warriors Paternò.  Il parziale riscatto arriva pochi giorni dopo nella finale di Coppa Italia di categoria sempre contro la squadra siciliana battuta in gara secca di finale (viste le rinunce alla partecipazione di Modena e Piacenza) per 11-10. Nel 2012 la squadra arriva ultima nel girone A della serie A federale con l'imbarazzante record di 6 vittorie e 24 sconfitte ma si salva dalla retrocessione grazie alla decisione della FIBS di bloccarle. Nel 2017 pur essendo iscritta al campionato di serie A federale non vi prende parte a causa della scarsità di giocatori tesserati e della fine della collaborazione con la Soc. Nettuno Élite. Viene definitivamente sciolta nel 2018